# Oxley (Australia)
Oxley – miasto w Australii, w stanie Wiktoria.